# Steve McQueen
Terence Steve McQueen (Beech Grove, 24. ožujka 1930. – Juárez, Meksiko, 7. studenoga 1980.), američki filmski glumac.

## Životopis
Poznat je po interpretaciji likova romantičnih avanturista, osoba sklonih opasnostima i lutalica. Zapaženije uloge ostvario je u filmovima Sedmorica veličanstvenih, Nevada Smith, Tom Horn, Bullit i Veliki bijeg. Najzapaženiju ulogu odigrao je s Dustinom Hoffmanom u filmu Papillon (1973). 
Bio je marinac i okorjeli biker. Imao je mnogo hobija, sve redom adrenalinskih: od upravljanja zrakoplovom do vožnje automobilskih relija. Tri puta se ženio i imao dvoje djece.
Zanimljiva činjenica u njegovom životu je ta da je bio pozvan na večeru u dom Romana Polanskog i Sharon Tate zakazanu na dan kada se kod njih dogodio Mansonov pokolj. Susret s tajanstvenom ženom odgovorio ga je od odlaska na tu večeru. Poslije je saznao da je i on bio na Mansonovom crnom popisu slavnih osoba pa je od tada uvijek nosio oružje.
Steve McQueen bio je jedan od najpopularnijih glumaca 1960-ih i 1970-ih godina. Umro je 1980. od raka pluća u 51. godini.

## Filmografija
- Sedmorica veličanstvenih, 1960.
- Pakao je za heroje, 1962.
- Veliki bijeg, 1963.
- Ljubav sa strancem, 1964.
- Bullitt, 1972.
- Bijeg, 1972.
- Šampion rodea, 1972.

## Vanjske poveznice
- Steve McQueen u internetskoj bazi filmova IMDb-u (engl.)

|  | Zajednički poslužitelj ima još gradiva o temi Steve McQueen |